# Nafarelin
Nafarelin ist ein synthetisches Analogon des Gonadotropin-Releasing-Hormons (GnRH), das als Arzneimittel zur Regulation der Hormonproduktion im Körper verwendet wird. Die Substanz ist ein Dekapeptid, das in seiner Sequenz die beiden nicht-proteinogenen Aminosäuren D-Naphthylalanin und L-Pyroglutaminsäure enthält.

## Geschichte
Die Verbindung wurde 1980 von Syntex patentiert und von Heumann unter dem Namen Synarela im Handel vertrieben.

## Eigenschaften
Nafarelin ist ein synthetisches Peptid-Agonist-Analogon und ein hypothalamisches Neuropeptid, das die Freisetzung der Gonadotropine LH und FSH stimuliert. Es ist ein Analogon von GnRH, bei dem die Aminosäure Glycin in Position 6 durch D-Naphthylalanin ersetzt ist. Durch diese Modifikation wird Nafarelin stark hydrophob, was seine Interaktion mit biologischen Membranen und hydrophoben Carrier-Proteinen erleichtert. Als Ergebnis hat Nafarelin höhere Affinität zu membrangebundenen Rezeptoren und längere Lebensdauer als GnRH. Als GnRH-Agonist bindet es an die GnRH-Rezeptoren in der Hypophyse, was anfänglich eine erhöhte Ausschüttung der Gonadotropine (LH und FSH) bewirkt.
| Vergleichende Darstellung der Aminosäurensequenzen von GnRH und Nafarelin:                                                                                   |
| 1 2 3 4 5 6 7 8 9 10 GnRH: 5-Oxo-Pro-His-Try-Ser-Tyr-Gly- Leu-Arg-Pro-Gly-NH2 Nafarelin: 5-Oxo-Pro-His-Try-Ser-Tyr-Naphthalin-2-yl-D-Ala-Leu-Arg-Pro-Gly-NH2 |

## Verwendung
Nafarelin wird zur Behandlung von Endometriose, von Prostatakarzinomen und vorzeitiger Pubertät eingesetzt.

## Regulierung
Über den Safe Drinking Water and Toxic Enforcement Act of 1986 besteht in Kalifornien seit 1. April 1990 eine Kennzeichnungspflicht für Produkte, die Nafarelinacetat enthalten.

## Externe Links zu erwähnten Verbindungen
1. ↑  Externe Identifikatoren von bzw. Datenbank-Links zu Nafarelinacetat:  CAS-Nr.: 76932-60-0, PubChem: 25079036, ChemSpider: 10482275, Wikidata: Q27289963.
2. ↑  Externe Identifikatoren von bzw. Datenbank-Links zu Nafarelinacetathydrat:  CAS-Nr.: 86220-42-0, PubChem: 25079425, ChemSpider: 17290927, Wikidata: Q27270261.